# Meiersberg
Meiersberg – gmina w Niemczech w kraju związkowym Meklemburgia-Pomorze Przednie, w powiecie Vorpommern-Greifswald, wchodzi w skład związku gmin Amt Am Stettiner Haff. Leży na zachodnim skraju Puszczy Wkrzańskiej (Uckermünder Heide).